# Płukanka Parmy
Płukanka Parmy (łac. Gargarisma Parmy) – preparat galenowy sporządzany w zakresie receptury aptecznej według przepisu oficynalnego. Bezbarwna, przezroczysta ciecz o charakterystycznej octowomiętowej woni. Preparat charakteryzujący się małą stabilnością fizykochemiczną. Przeznaczony do zużycia w krótkim czasie - należy sporządzać ex tempore.

## Skład
woda utleniona 3%           180 cz.
płyn Burowa              30 cz.
woda miętowa         10  cz.
Płukanka znajduje szerokie zastosowanie w stomatologii jako lek o działaniu ściągającym i odkażającym po zabiegach stomatologicznych oraz w stanach zapalnych jamy ustnej. Preparat należy stosować zawsze po rozcieńczeniu z chłodną, uprzednio przegotowaną wodą - 1 łyżeczka (5 ml) na 1 szklankę, niekiedy silniejsze stężenie 1 łyżka stołowa (15  ml) na 1/2 szklanki.
Nie należy stosować wody ciepłej, ze względu na natychmiastowy rozkład zawartej w preparacie wody utlenionej.